# Projekt Solaris

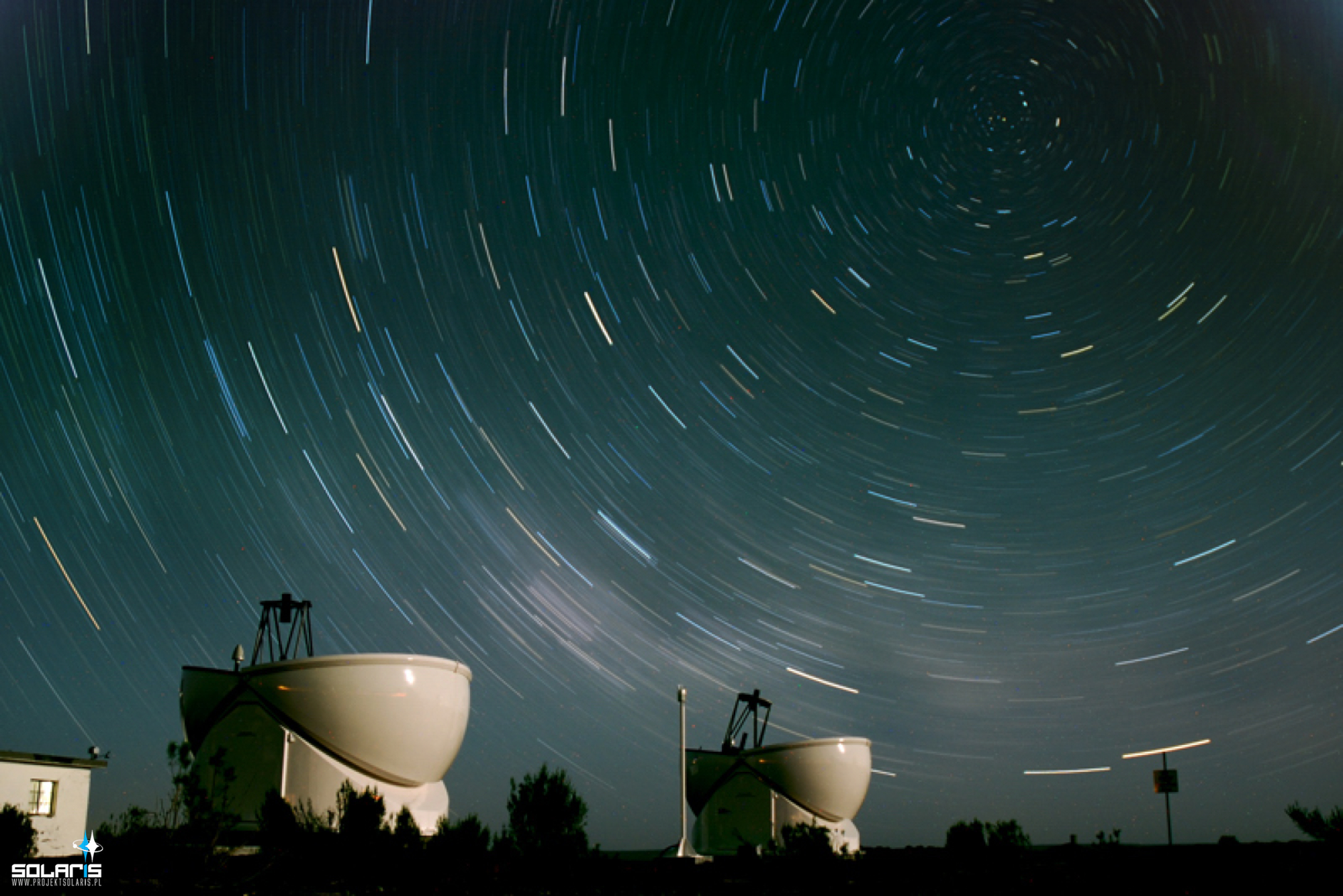
Solaris-1 i Solaris-2 podczas nocnych obserwacji na tle bieguna południowego, South African Astronomical Observatory, RPA

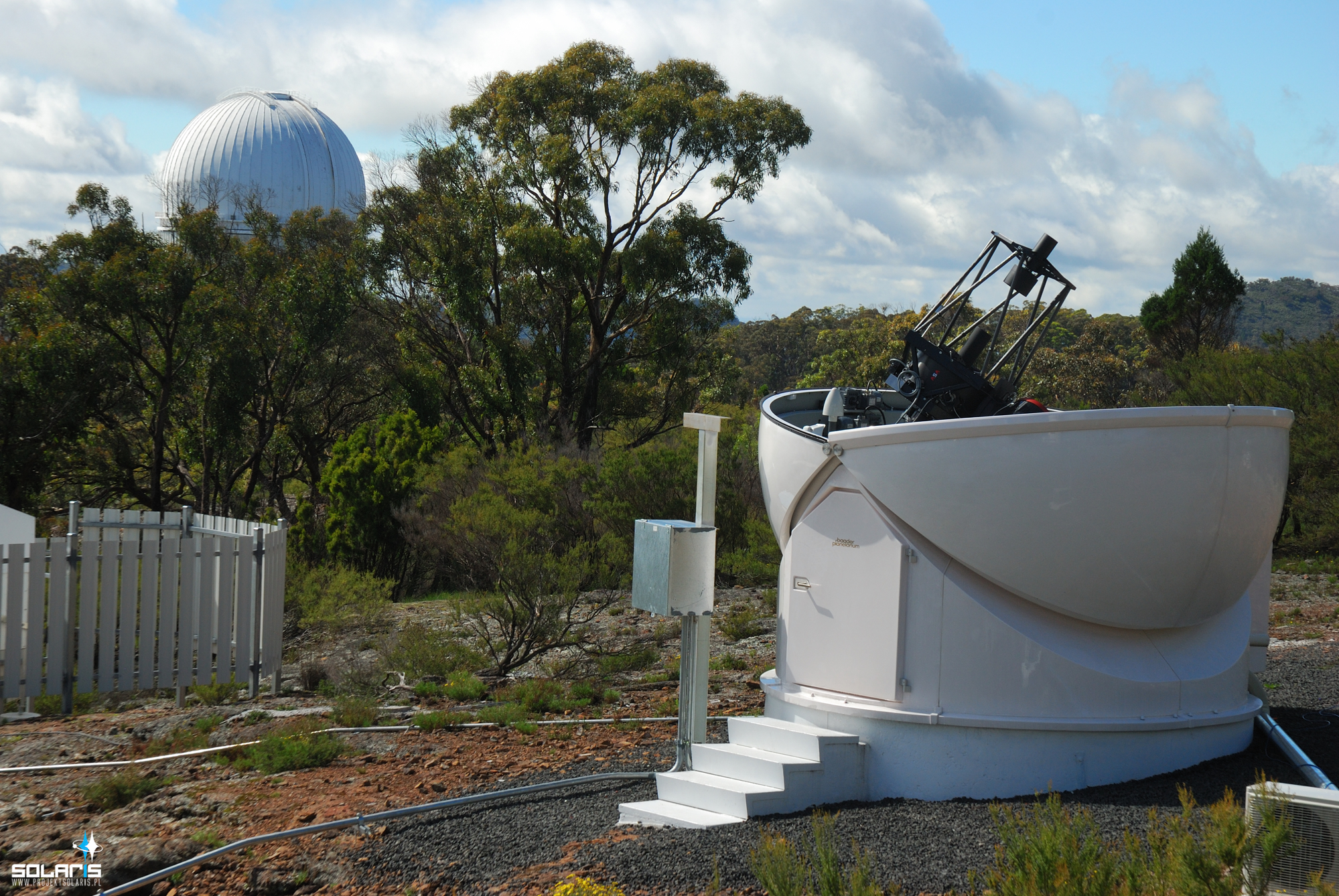
Solaris-3 z AAT (Anglo-Australian Telescope) w SSO w tle

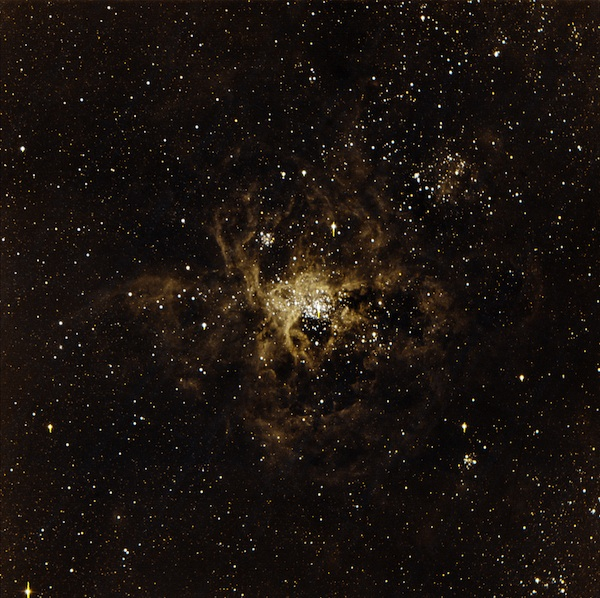
Pierwsze światło Solaris-3: Mgławica Tarantula

Projekt Solaris – polski projekt naukowy rozpoczęty w 2010 roku przez Macieja Konackiego, mający na celu poszukiwanie egzoplanet w układach gwiazd podwójnych za pomocą sieci zrobotyzowanych teleskopów fotometrycznych.
Nazwa projektu posiada liczne powiązania z wieloma dziedzinami (Solaris), z których najważniejszą jest literatura, a dokładnie powieść Stanisława Lema pt. Solaris, w której to autor opisuje pierwszy kontakt badaczy z obcą inteligencją zamieszkującą planetę Solaris, która krąży właśnie wokół układu podwójnego gwiazd. Jest to dość nietypowa konfiguracja i pomimo tego, iż znamy już dzisiaj kilkaset planet, tylko kilka z nich znajduje się w takim złożonym układzie. Ze względu na trudności techniczne w odnajdywaniu takich układów, jak i nietypowe warunki powstania i przetrwania takie obiekty są szczególnie cenne.
Pośród licznych metod poszukiwania pozasłonecznych układów planetarnych, w Projekcie Solaris wykorzystywana jest metoda chronometrażu zaćmień układów podwójnych. Metoda ta polega na badaniu odchyleń od regularności pewnego periodycznego zjawiska astronomicznego. W tym wypadku, zjawiskiem tym jest zmiana jasności układu podwójnego na skutek wzajemnego zakrywania się składników podczas ruchu orbitalnego. Istniejąca w takim układzie dodatkowa planeta w sposób naturalny powoduje przesunięcie środka masy całego układu gwiazdy+planeta, czego skutkiem jest periodyczna zmiana odległości gwiazdy podwójnej od obserwatora z okresem równym okresowi zaburzającego ciała, czyli planety. W efekcie, z racji skończonej prędkości światła, zmiany jasności gwiazdy podwójnej docierają do obserwatora z określoną nieregularnością. Wykrywanie takich nieregularności jest głównym celem projektu. Techniki tej używał już w XVII w. Ole Rømer do oszacowania prędkości światła poprzez pomiar czasu zaćmienia satelitów Jowisza. Współczesne podejście, pozwalające na dużo większą precyzję, wymaga zbudowania sieci teleskopów fotometrycznych, które mogą prowadzić w miarę możliwości ciągłe obserwacje wybranych gwiazd podwójnych.
Sieć Solaris składa się z czterech teleskopów o średnicy lustra głównego 0,5 m na zmodyfikowanych montażach niemieckich wyposażonych w precyzyjne napędy typu bezpośredniego. Do obrazowania wykorzystywane są wysokiej klasy kamery CCD wraz z zestawem filtrów fotometrycznych. Każda stacja wyposażona jest w specjalny system komputerowy zapewniający autonomię i bezpieczeństwo. Rozbudowany system sensorów pozwala w czasie rzeczywistym monitorować warunki panujące na zewnątrz, tj. temperaturę, wilgotność, prędkość i kierunek wiatru, opad, natężenie oświetlenia, kierunek i nasilenie wyładowań atmosferycznych i na ich podstawie decydować o rozpoczęciu, przebiegu i zakończeniu obserwacji. Całość zabudowana jest w zmechanizowanej kopule z włókna szklanego.
Aktualnie działają dwie z trzech stacji obserwacyjnych: w SAAO (South African Astronomical Observatory w Południowej Afryce) oraz SSO (Siding Spring Observatory w Australii). Trzecia stacja w obserwatorium CASLEO w Argentynie jest w budowie.
Rejestracja tzw. pierwszego światła Solaris-1 miała miejsce w czerwcu 2011, Solaris-2 w listopadzie 2011 i Solaris-3 w styczniu 2012.